# Adams Island (Neuseeland)
Adams Island ist eine Insel der zu Neuseeland gehörenden Auckland Islands.
Das Südende der Inselgruppe ist bis 26 km breit. Hier trennt ein schmaler Kanal, der Carnley Harbour (auf einigen Karten auch Adams Straits), die Hauptinsel Auckland Island von der nahezu dreieckigen Insel Adams Island.
Die Fläche der Insel beträgt 61,3 km²
, vorwiegend Gebirge, das mit dem Mount Dick eine Höhe von 705 m, nach anderen Angaben nur 668 m  über dem Meer erreicht.
Der Kanal ist der Rest eines erloschenen Vulkans; Adams Island und der Südteil der Hauptinsel sind Teil des einstigen Kraterrandes.

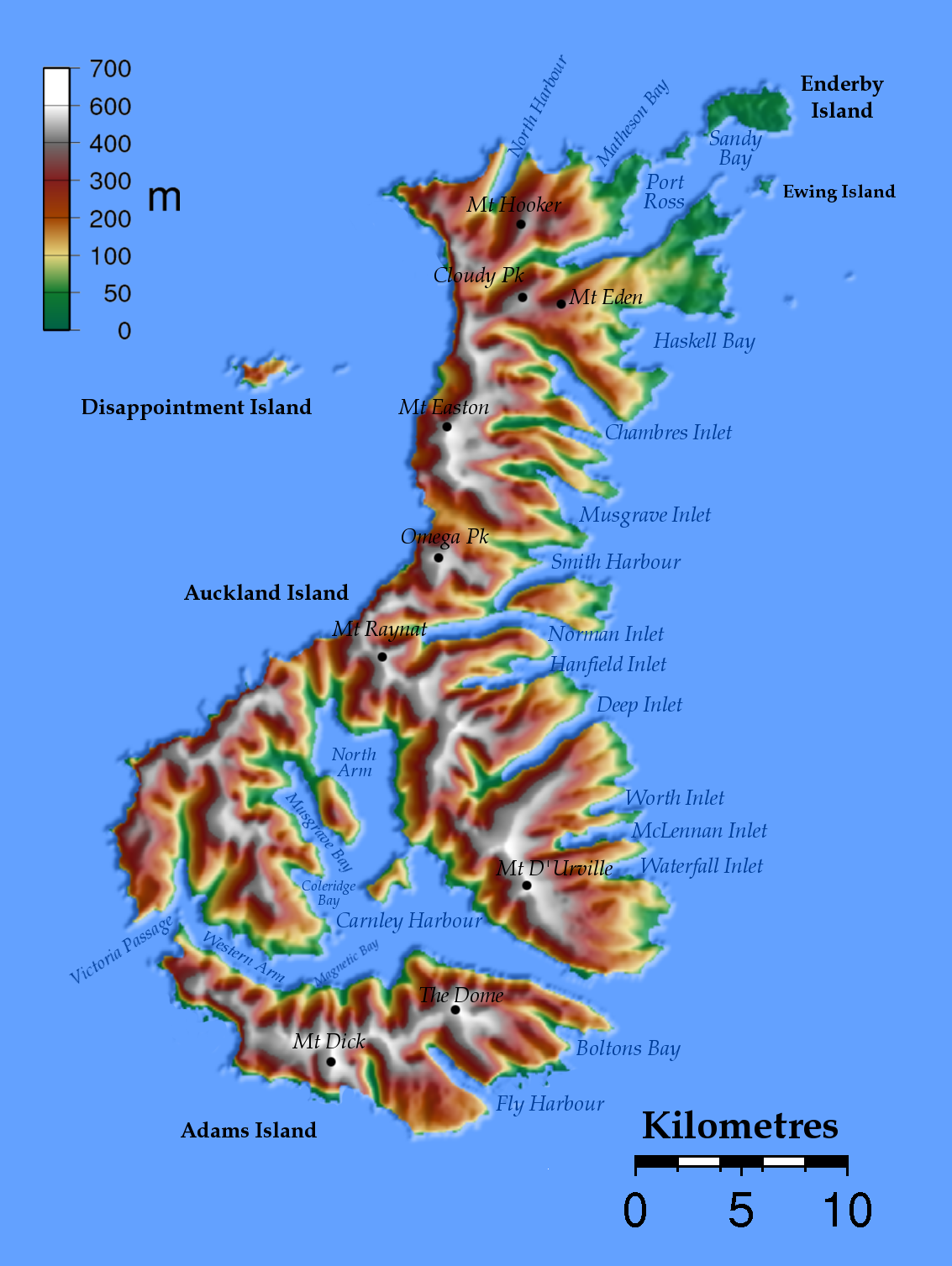
Lage der Insel im Süden der Auckland Islands

## Fauna
Die Insel ist eines der letzten Rückzugsgebiete der bereits für ausgestorben gehaltenen und erst 1966 wiederentdeckten, endemischen Aucklandralle (Lewinia muelleri).